# 서울 개운사 지장시왕도
서울 개운사 지장시왕도(서울 開運寺 地藏十王圖)는 대한민국 서울특별시 성북구 개운사에 있는 조선시대의 지장시왕도이다. 2006년 7월 6일 서울특별시의 유형문화재 제215호로 지정되었다.

## 개요
이 지장시왕도는 중앙에 원형의 두광과 신광을 두르고 있는 지장보살이 위치하고, 그 아래 동자 2구, 좌우로는 도명(道明)과 무독귀왕(無毒鬼王) 등 협시를 비롯하여 시왕, 판관, 사자, 천녀, 옥졸(仰髮,牛頭,馬頭) 등이 둘러싸고 있는 군도형식을 보여 주고 있다. 지장보살은 화면 하단에서 솟아 오른 연꽃 위에 결가부좌하였는데, 원형의 두광과 신광의 이중륜광(二重輪光)을 갖추고 있다. 두광은 녹색으로 칠하고 신광은 광배 전체를 금니로 칠하여 화려한 느낌을 주는데, 이처럼 신광 전체를 금니로 가득 칠하는 수법은 19세기 후반에 유행한 것으로 정수사 지장시왕도, 칠장사 지장시왕도, 화계사 지장시왕도 등 서울･경기지역의 불화에서 특히 많이 볼 수 있다. 한편 지장보살 아래에는 두 명의 동자가 표현되었다.
이 동자는 선악동자(善惡童子)로서 18세기 후반 이후 지장보살도를 비롯하여 아미타불화, 신중도 등 여러 불화에 표현되기 시작하는데, 19세기 권선징악적인 사회윤리를 강조하는 분위기에 편승되어 유행하던 도상으로, 경기도와 경남 일대의 화사를 중심으로 유행하였다. 두 동자 모두 백련(白蓮)으로 머리 좌우와 정수리부분을 장식하였고, 나신의 상체에 요의(腰衣)를 둘렀으며, 향좌측은 상자가 달린 막대를, 향우측은 육환장을 들고 있다.
이 불화는 19세기 후반 서울･경기지역의 대표적 화승인 경선당 응석(慶船堂 應釋)과 제자들이 그린 지장시왕도로서, 선악동자를 함께 그린 지장시왕도 형식의 대표적인 작품이다. 이런 형식은 모두 경선당 응석(慶 船堂 應釋)과 그 제자들이 그린 것으로서 흥천사 지장시왕도(1876년), 정수사 지장시왕도(1878년), 봉림사 지장시왕도(1883년), 경국사 지장시왕도(1887년), 백련사 지장시왕도(1888년) 등에서도 볼 수 있다.
그 중 개운사 불화는 가장 선구적인 작품으로 볼 수 있다. 특히 유난히 가늘고 긴 눈과 아주 작은 입 등 얼굴 한 가운데로 몰려있는 이목구비라든가 놀란 듯한 동그란 눈동자와 좁은 미간, 눈 주위와 코, 뺨 부분에 음영을 표현하여 얼굴의 골격을 강조한 점은 다른 지역의 불화와 구별되는 서울･경기지역 불화의 특징을 잘 보여준다.

## 참고 문헌
- 개운사 지장시왕도 - 국가유산청 국가유산포털